# Eleuterio Sánchez Rodríguez
Eleuterio Sánchez Rodríguez (Salamanca, 15 aprile 1942) è uno scrittore spagnolo conosciuto come El Lute. È stato un celebre delinquente e fuggitivo, tanto che fu annoverato tra i criminali spagnoli più ricercati. Fu un leggendario fuorilegge fuggito più volte dal carcere dopo essere stato accusato di omicidio e condannato, all'età di 23 anni, a una pena di 30 anni. Mentre era in prigione, ha imparato a leggere, si è laureato in giurisprudenza, ed è diventato uno scrittore, continuando a dichiarare la sua innocenza dalle accuse a suo carico. È stato graziato e rilasciato il 20 giugno 1981, all'età di 39 anni..

## Biografia
Eleuterio Sánchez Rodríguez nacque nel 1942 nel quartiere degradado di Pizarrales, a Salamanca, all'interno di una famiglia merchera, mentre il padre era in prigione, e fu battezzato nella parrocchia di Santibanez di Sierra. Non frequentò la scuola e da bambino era analfabeta.
Sánchez e la sua famiglia furono discriminati perché poveri mercheros, che erano artigiani nomadi che guadagnavano denaro come calderai. Spesso erano considerati sospetti dalla polizia, ragion per cui furono costretti a spostarsi. Sposò una giovane donna, Chelo, povera come lui e ebbero una figlia. Da giovane, acquisì notorietà per essere stato imprigionato per due anni e tre giorni per aver rubato tre galline per necessità.
Poco dopo, il 5 maggio del 1965, vi fu una rapina dal valore di 120000 pesetas in una gioielleria in Calle de Bravo Murillo a Madrid, nella quale venne ucciso il vigilantes. Sánchez fu accusato e processato, e venne dichiarato colpevole. Venne condannato alla pena di morte, ma la sentenza fu commutata in ergastolo.
Ha pubblicato due memorie, Camina o revienta (1977) e Mañana seré libre (1979) mentre era ancora in prigione. Queste furono, in seguito, adattate per un film sulla sua vita El lute, o cammina o schiatta, diretto da Vicente Aranda diviso in due parti, uscito nel 1987 e nel 1988.

## Opere principali
- Camina o revienta: memorias de "El Lute", Madrid, Cuadernos para el Diálogo, 1977
- Mañana seré libre, Barcelona, Bruguera, 1979
- Una pluma entre rejas, Barcelona, Bruguera, 1981
- Entre sombras y silencios, Barcelona, Bruguera, 1983
- Cuando resistir es vencer, Córdoba, Almuzara, 2013

### Traduzioni
- In francese: Dans la gueule du loup, Paris, Seghers, 1979[2]
- In tedesco: El Lute (Camina o revienta) - Morgen werde ich frei sein, Berlin, AHDE-Verlag 1982[3]